# Loxodon macrorhinus
Loxodon macrorhinus – gatunek rekina z rodziny żarłaczowatych (Carcharhinidae), jedyny przedstawiciel rodzaju Loxodon. Rekin ten występuje w tropikalnych wodach Oceanu Indyjskiego, zamieszkuje przybrzeżne akweny wzdłuż wybrzeży wschodniej Afryki, południowej Azji i północno-wschodniej Australii. Długość dorosłego osobnika nie przekracza metra. Ma wydłużone wrzecionowate ciało i proporcjonalnie małe płetwy. Niewiele wiadomo o biologii i zachowaniu tego gatunku. Jest żyworodny. Żywi się głównie małymi rybami kostnoszkieletowymi i drobnymi bezkręgowcami.
Intensywnie poławiany na całym obszarze występowania, w szczególności u wybrzeży Australii. Wykorzystuje się głównie jego mięso, rzadziej płetwy czy olej z wątroby. Pomimo intensywnych połowów, Międzynarodowa Unia Ochrony Przyrody, z uwagi na szybkie tempo reprodukcji, uznała L. macrorhinus za gatunek najmniejszej troski.

## Taksonomia i filogenetyka

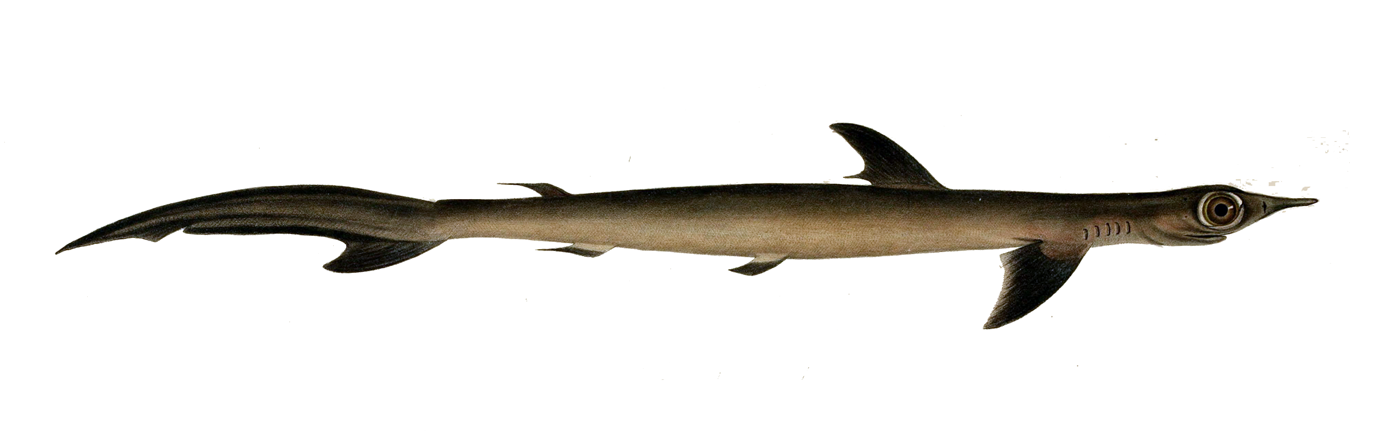
Grafika z 1841 roku przedstawiająca L. macrorhinus

Gatunek ten opisali naukowo po raz pierwszy dwaj niemieccy przyrodnicy Johannes Peter Müller i Jakob Henle w 1839 roku. Nazwę rodzajową Loxodon tłumaczy się jako "skośnozęby" (loxos = "skośny", "pochyły", odous = "zęby"). Epitet gatunkowy pochodzi od greckich słów makros znaczącego "długi" oraz rhinos oznaczającego "nos". Analiza filogenetyczna na podstawie danych allozymowych, opublikowanych przez Gavina Naylora w 1992 roku, wskazała, że L. macrorhinus jest taksonem siostrzanym Triaenodon obesus i wraz z nim tworzy wspólny klad z żarłaczem żółtym (Negaprion brevirostris). Carrier i inni w 2004 roku uznali, że rodzaj Loxodon wraz z Lamiopsis, Negaprion, Glyphis i Triaenodon, zajmują pośrednią pozycję na drzewie ewolucyjnym żarłaczowatych, pomiędzy bazalnymi rodzajami Galeocerdo, Rhizoprionodon i Scoliodon oraz bardziej zaawansowanymi Carcharhinus i Sphyrna. Badania przeprowadzone w 2012 roku przez Naylora i innych sugerują, że L. macrorhinus jest najbliżej spokrewniony z Scoliodon laticaudus i Scoliodon macrorhynchos i wraz z nimi tworzy klad siostrzany z rodzajem Rhizoprionodon, co wskazuje, że jest bardziej bazalny niż wcześniej sądzono.

## Występowanie
Rekin ten występuje w tropikalnych wodach Oceanu Indyjskiego. Na zachodzie spotykany jest u wschodnich wybrzeży Afryki, od północnych krańców Południowej Afryki na południu po Dżibuti na północy, w Morzu Czerwonym, Zatoce Adeńskiej, Zatoce Perskiej, Zatoce Omańskiej, w wodach wokół Madagaskaru, Wysp Sokotra i Archipelagu Czagos, na Komorach, Seszelach i Maskarenach. Na północy zamieszkuje przybrzeża Iranu, Pakistanu, Indii, Bangladeszu i Mjanmy, Morze Arabskie, Zatokę Bengalską oraz wody wokół Lakszadiwów, Malediwów, Andamanów, Nikobarów oraz Sri Lanki. Na północnym wschodzie występuje u wybrzeży Wietnamu, Chin i Japonii, w wodach Zatoki Tonkińskiej, Cieśniny Hajnańskiej, Morza Południowochińskiego, Morza Wschodniochińskiego, Cieśniny Tajwańskiej, wokół wysp Hajnan, Tajwan, Kiusiu, Sikoku i południowego Honsiu. Na południowym wschodzie spotykany jest w wodach Morza Jawajskiego, Morza Flores, Morza Sawu, Morza Timor, Morza Banda, Morza Arafura, Zatoki Karpentaria, Cieśniny Torresa i Morza Koralowego, u wybrzeży wysp Sumatra, Jawa, Sumbawa, Flores, Sumba, Timor, Alor, Wetar oraz północno-wschodniej Australii. Preferuje płytkie przybrzeżne wody o głębokości 7-100 m wzdłuż górnych półek szelfów kontynentalnych.

## Cechy morfologiczne
Dorosłe osobniki osiągają maksymalnie do 100 cm długości. Nie stwierdzono dymorfizmu płciowego w odniesieniu do wielkości ciała. L. macrorhinus ma wydłużony, wrzecionowaty korpus i wąską, ostro zakończoną głowę z szerokim V-kształtnym otworem gębowym. W szczękach mieści się kilka rzędów heterodontycznych zębów (inne w każdej ze szczęk). Pierwszy z nich ułożony jest pionowo, a każdy kolejny coraz bardziej pochylony ku tyłowi. W razie utraty któregoś z zębów na jego miejsce przesuwa się następny z kolejnego rzędu. Ostre, mocno wygięte na boki zęby posiadają piłkowane krawędzie i masywne podstawy. Zęby szczęki są szersze i masywniejsze niż gładkie, wąskie zęby żuchwy. Na dolnej stronie pyska po obu stronach znajdują się małe, wąskie nozdrza z trójkątnymi, drobnymi fałdami skórnymi na zewnętrznej krawędzi. Proporcjonalne duże okrągłe oczy wyposażone w fałdy półksiężycowate spojówek (ochraniające migotkę) i posiadają okrągłą źrenicę. Za nimi znajdują się niewielkie, owalne tryskawki. Rekin ten ma pięć niedużych, równych szczelin skrzelowych. Na spodzie pyska widoczne są liczne elektroreceptory zwane ampułkami Lorenziniego.

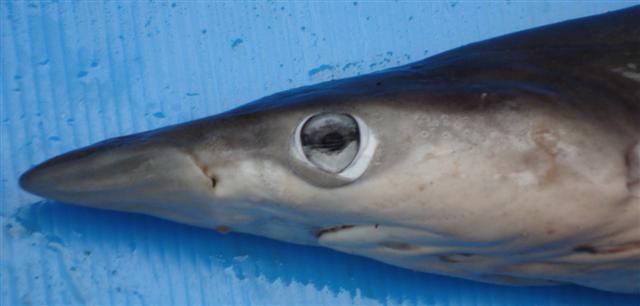
Wąski wydłużony pysk L. macrorhinus

Wygięta ku tyłowi pierwsza płetwa grzbietowa jest stosunkowo niska o trójkątnym kształcie i ostrym górnym wierzchołku. Drobna druga płetwa grzbietowa ma romboidalny kształt podobnie jak nieco większe płetwy brzuszne. Między płetwami grzbietowymi nie występuje wyraźny łuk międzygrzbietowy. Płetwy piersiowe są równe i szerokie. Proksymalna krawędź ich podstawy mieści się pod piątą parą szczelin skrzelowych. Proporcjonalnie małe płetwy brzuszne, mają romboidalny kształt i stosunkowo szeroką podstawę. U samca z części płetw brzusznych wykształcił się narząd kopulacyjny zwany pterygopodium. Trójkątna płetwa odbytowa ma długą wolną końcówkę. Znajdująca się na końcu ogona długa heterocerkiczna płetwa ogonowa ma na górnym łuku duży, szeroki, trójkątny płat skóry, poprzedzony niewielkim, łagodnym wycięciem. Dolny łuk jest kilkukrotnie krótszy od górnego.
Skóra pokryta jest drobnymi nachodzącymi na siebie łuskami plakoidalnymi. Grzbiet rekina cechuje się jasnobrunatną barwą. Płetwy są nieco jaśniejsze. Spód ciała jest barwy białej lub srebrnej. Na grzbiecie i bokach rekina występują nieregularne ciemne charakterystyczne cętki i plamki.

## Ekologia

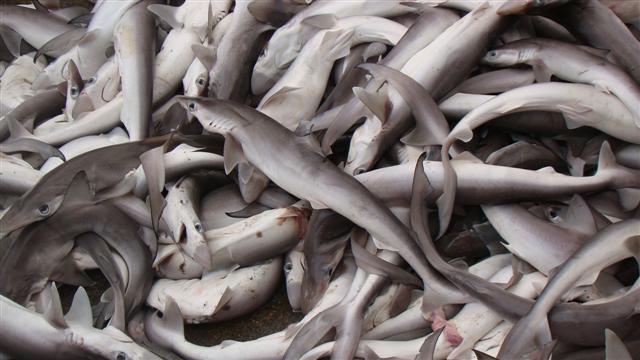
Wyłowione L. macrorhinus w tajlandzkim porcie Ranong Fishing

Podobnie jak inne żarłaczowate jest żyworodny. Dojrzałość płciową osiąga przy długości 60–70 cm. Embriony w ciele matki zużywają zapasy żółtka z pęcherzyka żółtkowego, który później łączy się ze ścianą macicy tworząc tzw. łożysko żółtkowe, dzięki któremu dostarczane jest pożywianie z organizmu matki. Samica rodzi od 2 do 4 młodych, mających długość około 40–55 cm. Nie ma szczegółowych danych dotyczących parametrów historii życia, przypuszcza się, że podobnie jak inne małe żarłaczowate, cechuje się szybkim osobniczym tempem wzrostu i wcześnie przystępuje do rozrodu. Dieta L. macrorhinus składa się głównie z małych ryb kostnoszkieletowych, w tym sardelowatych (Engraulidae) i kulbinowatych (Sciaenidae) oraz głowonogów i krewetek. Najczęściej odżywiają się bliżej dna morskiego niż powierzchni. Jednym z poznanych pasożytów tego gatunku jest tasiemiec Ancipirhynchus afossalis.

## Relacje z ludźmi
Gatunek ten jest poławiany komercyjnie na potrzeby handlu na wszystkich obszarach swojego występowania. Największy popyt na ten gatunek istnieje u wybrzeży Indii, gdzie jego mięso uznawane jest za przysmak. U wybrzeży Australii jest to jeden z najczęściej łowionych gatunków rekinów. Z uwagi na niewielkie rozmiary, jego płetwy oraz wątroby nie mają większego znaczenia ekonomicznego. Międzynarodowa Unia Ochrony Przyrody i Jej Zasobów wpisała go do Czerwonej Księgi Gatunków Zagrożonych w kategorii gatunków najmniejszej troski z uwagi na stosunkowo duży potencjał reprodukcyjny.